# Willie Garson
Pour les articles homonymes, voir Garson.
Willie Garson Paszamant, dit Willie Garson, est un acteur américain né le 20 février 1964 à Highland Park (New Jersey, États-Unis) et mort le 21 septembre 2021 à Los Angeles (Californie, États-Unis).

## Biographie

### Enfance
Willie Garson Paszamant naît le 20 février 1964 à Highland Park dans le New Jersey, est un acteur américain de genre.

### Carrière
Il est apparu dans plus de 50 films, généralement dans des rôles mineurs. Il est connu pour avoir joué sur la chaîne HBO le rôle de Stanford Blatch dans la série Sex and the City et dans les films liés Sex and the City et Sex and the City 2, et pour son rôle de Mozzie, dans la série américaine FBI : Duo très spécial.

### Vie personnelle
Il assiste pendant 11 ans au Camp Wekeela de Hartford, Maine.
Il a reçu un diplôme de théâtre de l'université Wesleyenne et a également participé à la Yale Drama School (en).
En 2009 Willie Garson a adopté son fils Nathen âgé de 7 ans,.

### Mort
Willie Garson meurt chez lui à Los Angeles, le 21 septembre 2021 à l'âge de 57 ans après avoir lutté contre un cancer du pancréas.

## Filmographie

### Télévision
- 1986 : Au-dessus de tout soupçon (The Deliberate Stranger) (TV)
- 1986 : Sacrée Famille : Walter (saison 4, épisode 24)
- 1986 : Cheers : le serveur (saison 5, épisode 2)
- 1986 : Père et impair : Clerk (saison 2, épisode 2)
- 1986 : Disney Parade : l'assistant de Gladstone (saison 31, épisode 7 : The Leftovers)
- 1986-1987 : Newhart : Mr. Whorley (saison 5, épisode 6) / Steve Windsell (saison 6, épisode 5)
- 1986-1990 : Mr. Belvedere : Carl (7 épisodes)
- 1987 : Mes deux papas : Tom (saison 1, épisode 3)
- 1988-1989 : It's a Living : Phil Roman (3 épisodes)
- 1989 : Code Quantum : Seymour (saison 1, épisode 9)
- 1989 : Coach : Clerk (saison 1, épisode 5)
- 1989 : Peter Gunn de Blake Edwards (TV) : Rusty
- 1989 : Double Your Pleasure (TV) : le serveur
- 1989 : Chicken Soup : le serveur (saison 1, épisode 5)
- 1990 : Génération Pub : Ray (saison 3, épisode 17)
- 1990 : Booker : Mac Larson (saison 1, épisode 21)
- 1991 : Twin Peaks : le roadie (saison 2, épisode 20)
- 1991 : American Playhouse : le père (hors saison, épisode "Triple Play II")
- 1992 : Code Quantum : Alik Idell / Lee Harvey Oswald (saison 5, épisodes 1 et 2)
- 1993 : Coup de foudre à Miami (saison 1, épisode 13)
- 1993 : La Loi de Los Angeles : Jay (saison 7, épisode 9)
- 1993 : Flying Blind : the Leech Boy (saison 1, épisode 19)
- 1993 : Big Al (TV) : Ricki
- 1993 : Incorrigible Cory : Leonard Spinelli (saison 1, épisodes 3 et 11)
- 1993 : A League of Their Own (saison 1, épisode 5)
- 1993 : Daybreak (TV) : Simon
- 1994 : Le Rebelle : Tommy (saison 2, épisode 18)
- 1994 : Black Sheep (TV) : Anthony Guifoyle
- 1994 : Ray Alexander: A Taste for Justice (TV)
- 1995 : Pig Sty (en) (série télévisée) : Hansen (2 épisodes)
- 1995 : MADtv : Lee Harvey Oswald (saison 1, épisode 1)
- 1995 : Pieds nus dans la jungle des studios (The Barefoot Executive, TV)
- 1995 : X-Files : Aux frontières du réel : Quinton "Roach" Freely (saison 3, épisode 7)
- 1995 : Ménage à trois : Larry (saison 1, épisode 11)
- 1995 : Dingue de toi : Randall (saison 4, épisode 9)
- 1996 : Les Anges du bonheur : Eddie Brenner (saison 2, épisode 19)
- 1996 : Incorrigible Cory : Mervyn (saison 4, épisode 6)
- 1996-1999 : New York Police Blues : Henry Coffield (7 épisodes)
- 1997 : VR.5 : l'homme bizarre (saison 1, épisode 3)
- 1997 : Caroline in the City : l'homme ennuyeux (saison 2, épisode 18)
- 1997 : The Practice : Bobby Donnell et Associés : D.A. Frank Shea (2 épisodes)
- 1997-1998 : Melrose Place : Dr Mosley (saison 6, épisodes 7 et 17)
- 1998 : Ask Harriet : Ronnie Rendall (saison 1, 13 épisodes)
- 1997-1998 : Ally McBeal : Frank Shea (saison 1, épisode 2) / Alan Farmer (saison 1, épisode 23)
- 1998 : Buffy contre les vampires : L'agent de sécurité de l'hôpital (saison 2, épisode 18)
- 1998 : Conrad Bloom : Spencer (saison 1, épisode 6)
- 1998 : La Vie à cinq : Mr. Kroop (saison 5, 3 épisodes)
- 1998 : Sex and the City (Sex and the City) : Stanford Blatch
- 1998 : Friends : Steve Cera (saison 5, épisode 15)
- 1998 : Star Trek: Voyager : Riga (saison 5, épisode 9)
- 1999 : Voilà ! : Kurt (saison 3, épisode 18)
- 1999 : Demain à la une : Willie Dretler (saison 4, épisode 1)
- 1999 : Incorrigible Cory : le ministre (saison 7, épisode 7)
- 1999 : Come On, Get Happy: The Partridge Family Story (TV) : Sam
- 1999 : Nash Bridges : Leonard Voss (saison 5, épisode 9)
- 1999 : X-Files : Aux frontières du réel : Henry Weems (saison 7, épisode 6)
- 2000 : City of Angels : Norman Lewis (saison 1, épisode 8)
- 2000 : Unité 9 : Bones (saison 1, épisodes 1 et 2)
- 2000 : Spin City : Ned (saison 5, épisode 5)
- 2000 - 2006: Stargate SG-1 : Martin Lloyd (3 épisodes)
- 2001 : On the Road Again : Percy Utley (saison 1, épisode 10)
- 2002 : Disparition (Taken) (feuilleton TV) : Dr. Kreutz
- 2002 : Harry's Girl (TV)
- 2003 : Greetings from Tucson : Mr. Gargan (saison 1, épisode 12)
- 2003 : Les Experts : Bud Simmons / Sexy Kitty (saison 4, épisode 5)
- 2004 : All About the Andersons (en) : Bud Barber (saison 1, épisode 11)
- 2004 : Oui, chérie ! : Gordon (saison 4, épisode 20)
- 2004 : Division d'élite : Deke (saison 4, épisode 16)
- 2004 : Monk : Leo Navarro (saison 3, épisode 2)
- 2004 : Méthode Zoé : Alan Farmer / Brad Pitt (saison 2, épisode 8)
- 2005 : Las Vegas : Pete Natelson (saison 3, épisode 12)
- 2005-2005 : Les Experts : Miami : Ian Sutton / Ian Sutter (2 épisodes)
- 2007 : John from Cincinnati : Meyer Dickstein (10 épisodes)
- 2008 : Chocolate News : Larry Turner (saison 1, épisode 1)
- 2009 : Imagination Movers : Pants Armstrong (saison 2, épisode 5)
- 2009 : Les Sorciers de Waverly Place : Mr. Frenchy (saison 2, épisode 13)
- 2009 : Pushing Daisies : Dick Dicker (saison 2, épisode 11)
- 2009 : Médium : Alan Hitchens (saison 5, épisode 18)
- 2009 : Mental : Leonard Steinberg (saison 1, épisode 6)
- 2009-2014 : FBI : Duo très spécial : Mozzie
- 2011 : The Whole Truth (saison 1, épisode 13)
- 2011-2013 : Whole Day Down : Willie (7 épisodes)
- 2012 : In Session with Jonathan Pessin : Dr Geoffrey (saison 1, épisode 1)
- 2012 : Hot in Cleveland : Dr Brotz (saison 3, épisode 8)
- 2013 : Mon oncle Charlie : Dr Staven (saison 10, épisode 14)
- 2013 : Wendell & Vinnie (saison 1, épisode 3)
- 2013 : How to Live with Your Parents (for the Rest of Your Life) : Harry (saison 1, épisode 3)
- 2018 : Salvation : un scientifique (saison 2, épisode 13)
- 2015-2019 : Hawaï 5-0 : Gerard Hirsch (saison 6, épisodes 4, 15 et 23 et saison 9, épisode 19)
- 2019 : Supergirl : Steve Lomely(saison 4, épisode 18)
- 2019 : Un baiser pour Noël (A Christmas Wish) de Emily Moss Wilson : Principal Wilson (TV)
- 2021 : And Just Like That... : Stanford Blatch-Marentino

### Cinéma
- 1987 : The Price of Life : Father
- 1989 : Les Scouts de Beverly Hills (Troop Beverly Hills) : Bruce
- 1990 : Nowhere Land : Store Owner
- 1990 : Sanglante Paranoïa (Brain Dead)  : Board Member
- 1990 : The Adventures of Ford Fairlane de Renny Harlin :  Frat Boy
- 1990 : Y a-t-il un exorciste pour sauver le monde ? (Repossessed) :  Nerd Student
- 1991 : Rebelles : Salesman
- 1991 : The Walter Ego : Egg w / glasses
- 1991 : La télé lave plus propre (Soapdish) :  Nitwit Executive
- 1991 : Les Indomptés (Mobsters) : Telephone Operator
- 1992 : When the Party's Over : Vic Montana
- 1992 : Ruby : Lee Harvey Oswald
- 1993 : Every Breath : Bob
- 1993 : Un jour sans fin (Groundhog Day) : Kenny
- 1993 : Cœur sauvage (Untamed Heart) : Patsy
- 1994 : Cityscrapes: Los Angeles : John
- 1994 : Chérie, vote pour moi (Speechless) : Dick
- 1995 : Dernières Heures à Denver (Things to Do in Denver When You're Dead) : Cuffy
- 1995 : Les Liens du sang (The Tie That Binds) : Ray Tanton
- 1996 : Alone in the Woods : Lyle
- 1996 : The Destiny of Marty Fine : Jack
- 1996 : Rock (The Rock) : Francis Reynolds, Procureur
- 1996 : Kingpin : Purse Snatcher
- 1996 : Mars Attacks! de Tim Burton : Corporate Guy
- 1997 : Cyclops, Baby : Willie
- 1998 : Mary à tout prix (There's Something About Mary) : Bob, le chiropracteur
- 1998 : D'une vie à l'autre (Living Out Loud) : Man in Elevator
- 1999 : Fortress 2 : Réincarcération (Fortress 2) : Stanley Nussbaum
- 1999 : The Suburbans : Craig
- 1999 : Dans la peau de John Malkovich (Being John Malkovich) : l'homme au restaurant
- 1999 : Les Adversaires (Play It to the Bone) : Cappie Caplan
- 2000 : It's a Shame About Ray : Mr. Schwarzeneggar
- 2000 : Liées par le secret (Our Lips Are Sealed) : Agent Norm
- 2000 : De quelle planète viens-tu ? (What Planet Are You From?) : Brett
- 2001 : Merci, mon Dieu! (Thank Heaven) : Grant Strong
- 2001 : Snow, Sex and Sun (Out Cold) : Ted Muntz
- 2002 : Luster : Sonny Spike
- 2003 : Special : Suspicious Wheelchair Guy
- 2003 : Freaky Friday : Dans la peau de ma mère (Freaky Friday), de Mark Waters : Evan
- 2003 : A Problem with Fear : Erin
- 2004 : The Crux : Man Holding the Rope
- 2004 : Le Prince de Greenwich Village : Ticket Agent
- 2005 : Terrain d'entente (Fever Pitch) : Kevin
- 2005 : Hard Four : Orville Chisholm
- 2005 : Et si c'était vrai... (Just Like Heaven) : Maitre D'
- 2005 : Little Manhattan : Ralph
- 2006 : The TV Set
- 2006 : Zoom : L'Académie des super-héros (Zoom) : Dick
- 2008 : Sex and the City, le film (Sex and the City: The Movie) : Stanford Blatch
- 2009 : En cloque mais pas trop (Labor Pains) : Carl
- 2010 : Sex and the City 2 : Stanford Blatch
- 2014 : Blackout total (Walk of Shame) : Dan